# Дюмустье, Косм
Косм II Дюмустье (фр. Cosme II Dumonstier; до 1545, Руан — 1605, Руан) — французский живописец и рисовальщик, придворный портретист Екатерины Медичи, Генриха III, Маргариты де Валуа, королевы Наварры, короля Генриха IV. Представитель большой художественной семьи. Отец придворного художника Генриха IV Даниеля Дюмустье. Ему атрибутируются работы «Монограммиста IDC». Работал в Париже и Фонтенбло.

## Биография
Косм Дюмустье был младшим из трёх сыновей художника Жоффруа Дюмустье. Точная дата его рождения портретист. В брачном договоре с Шарлоттой Бернье от 21 февраля 1577 года Косм упоминается в качестве придворного художника и «ординарного камердинера» (valet de chambre ordinaire) королевы-матери Екатерины Медичи и Маргариты де Валуа, королевы Наваррской, но он, вероятно, начал службу у Екатерины Медичи только с 1574 года. Королева-мать предоставила ему годовой оклад в размере 300 ливров. В 1580 и 1581 годах он находился в свите королевы Маргариты во время её путешествий в Nérac Bagnères. Портрет королевы Наварры, отправленный в Champvallon, вероятно, был написан Космом. В 1583—1584 годы он находился в свите короля Генриха III.
Косм был отцом известного художника Даниэля Дюмустье, родившегося вне брака 14 мая 1574 года у Шарлотты Бернье, горничной королевы-матери. Его положение узаконил брачный контракт родителей 21 февраля 1577 года. Шарлотта умерла в следующем году и была похоронена 2 августа на Кладбище Невинных (фр. Cimetière des Innocents). Косм Дюмустье в 1595 году вновь женился, на этот раз на Мари Картон, дочери Екатерины Мете и Гийома Картона.
Косм, вероятно, оставался на службе у Екатерины Медичи до её смерти в 1589 году. В начале правления Генриха IV Косм удалился в Руан и поселился сначала в приходе Святого Николая, а затем в приходе Святого Вивьена.
Генрих IV даровал Косму годовую ренту в 400 ливров. Художник пользовался большой известностью. В двух своих письмах 3 ноября 1617 и 18 декабря 1629 года, Сезар Нострадамус (сын астролога Нострдамуса), сам историк, поэт и художник, признавал Косма «одним из самых достойных людей своего времени». Нострадамус был его другом и учеником.
Косм Дюмустье умер в 1605 году и был похоронен 6 октября в Руане, в приходе Сен-Вивьен.

## Атрибуция произведений
Ни одно из произведений долгое время не отождествлялось с работами Космы Дюмустье. Тем не менее французский историк искусства Анри Бушо предложил считать произведения «Монограммиста IDC» (фр. Maître IDC) работами Космы Дюмустье. На самом деле монограмма отчётливо читается как «DIC», но по традиции, идущей от Анри Бушо и Луи Дидье, буквы в ней переставлены. Бушо истолковывал монограмму («IDC») как «Cosme Dumonstier Invertit». Он приписал этому мастеру пятнадцать произведений. Эта гипотеза была подтверждена и обоснована Даниэлем Лекёром. По его мнению, «Монограммист IDC» был не только современником Косма («монограммисту IDC» традиционно приписывают период активности с 1574 до 1600 год, что соответствует времени творческой активности Космы Дюмустье), но и имел большое влияние на работы Даниеля Дюмустье, сына Космы.
Работы «Монограммиста IDC» Анри Бушо вначале приписывал художнику Жану Декуру (фр. Jean Decourt), однако эта атрибуция была отвергнута из-за несовпадения хронологии. Декур скончался около 1585 года, а лучшие работы «Монограммиста IDC» были написаны в следующие пятнадцать лет. Высказывалось и предположение, что «IDC» — не монограмма художника, а инициалы его модели.

## Особенности творчества
Для портретов работы «Монограммиста IDC» характерны передача одухотворённости и чувственности модели; детальная прорисовка лица сочетается с едва намеченными линиями костюма. В этом художник наследует традиции не только французской, но и фламандской художественной школы. Портретируемый как правило изображён в трёхчетвертном развороте по отношению к зрителю. Художник подчёркивает стремление своей модели понравиться зрителю.
Наиболее известные произведения: Портрет Габриэль д’Эстре (1594—1598, Государственный Эрмитаж, Санкт-Петербург), фаворитки Генриха IV, Портрет короля Генриха III (1583, Частное собрание), Портрет неизвестной дамы (около 1580, Национальная библиотека Франции, Париж), Портрет молодого человека (около 1588, Государственный Эрмитаж, Санкт-Петербург), Портрет графа Келюса в юности (Бостон, Музей изящных искусств). Влияние художника ощутимо в творчестве Анонима Лекурье, Анонима герцога Жуайёза и Пьера Дюмустье.
Особое место в творчестве Косма Дюмустье, как и других членов семьи, занимает карандашный портрет. С его творчеством связан новый этап в развитии французского карандашного портрета школы Фонтенбло. Братья разработали технику «трёх карандашей» (рисованием в три тона: углем, белым мелом и красной сангиной), в дальнейшем ставшей характерной для французского искусства. Традицию портретного рисунка братьев Дюмустье продолжил Косм в собственном маньеристичном стиле.

## Галерея
- Косм Дюмустье (?). Портрет Габриэль д’Эстре Между 1594 и 1598. Бумага, итальянский карандаш, пастель.
- Косм Дюмустье (Мастер I. D. C.) Портрет молодого человека. Бумага, итальянский карандаш, сангина, пастель. Государственный Эрмитаж, Санкт-Петербург
- Портрет принца де Гиз. 1598. Бумага, итальянский карандаш, сангина, пастель. Частное собрание